# Franciszek Pieczka
Franciszek Maksymilian Pieczka est un acteur de théâtre et de cinéma polonais, né le 18 janvier 1928 à Godów et mort le 23 septembre 2022 à Varsovie.

## Biographie

### Jeunesse
Franciszek Pieczka naît le 18 janvier 1928 et grandit à Godów, un village situé dans le powiat de Wodzisław, en Haute-Silésie, en Pologne,,,. Sa mère est Waleria (Waleska) née Popek. Son père, Franciszek, participe aux premières insurrections de Silésie dans la région de Wodzisław,, il est apolitique. Ses parents sont catholiques.
Il est le plus jeune de ses six frères et sœurs,.
Il va à l'école à Godów. Avant le début de la Seconde Guerre mondiale, Pieczka est organiste dans l'église locale,, travaille comme agriculteur,, et fait paître des vaches dans des prairies le long de la rivière Olza et de ses affluents, la Leśnica et la Piotrówka. Il participe également au trafic dans l'Olza ; des chaussures Bata de Tchécoslovaquie vers la Pologne et du bacon, de l'alcool et de la viande de la Pologne vers la Tchécoslovaquie.
Il travaille pendant un an dans la mine de Barbara-Wyzwolenie sous la recommandation de son père ; il y frôle la mort plusieurs fois et témoigne cette période au journal polonais Dziennik Zachodni, :

« C'est mon père qui m'a recommandé ce travail : « Regarde mon fils, rien ne te tombera sur la tête, la pluie ne tombera pas, tu sera bien profond sous le toit ». Ce à quoi j'ai répondu : « Tu sais papa, je ne voudrais pas que ce soit comme ce dicton : le père est musicien et le fils la trompette ». Mais mon père a essayé. Son ami m'a trouvé un emploi à la mine Barbara-Wyzwolenie à Chorzów. Je descendais, mais je ne creusais pas de charbon, nous creusions simplement des tranchées dans la pierre. On forait, on tirait, et quand les gravats tombaient, on les chargeait sur des chariots avec le cœur. Un travail dur et physique. J'ai été définitivement convaincu de mon inaptitude à l'exploitation minière le jour où un homme à tout faire m'a sorti in extremis de sous un mur qui s'effondrait. Nous étions payés au mètre, nous n'avions donc pas le temps de réfléchir. À un moment donné, j'ai glissé et je suis tombé sur une plaque d'acier sur laquelle tombait une pierre. Si le contremaître ne m'avait pas vu, je serais mort sur le coup. »

Il aime les mathématiques et la physique,,.
Toujours sous la recommandation de son père, et malgré l'opposition de son professeur de polonais qui lui conseille d'aller dans une école de théâtre, il entreprend des études d’électronique à l'École polytechnique de Silésie, il quitte l'école après un mois,.
Durant la Seconde Guerre mondiale, il ne sert pas au Wehrmacht en raison de son jeune âge,. Son père esquive l'armée durant la Première Guerre mondiale car quatre de ses frères y meurent,.

### Carrière
Lorsqu'il est au lycée, il participe à un enregistrement de Polskie Radio, ce qui est son premier contact avec l'art audiovisuel et lui fera découvrir ce domaine. Il participera ensuite à des diffusions radiophoniques.
Dès son plus jeune âge, il s'intéresse au théâtre et au cinéma, passion que son père n'approuve pas. Il a l'habitude de se rendre à pied aux séances de cinéma à Wodzisław Śląski, et, à quelques kilomètres de là, plus tard (après son incorporation à la Pologne en 1938) également à Zawada (pl), une ville voisine. Le premier film qui le marque est Le Rebouteux (en polonais : Znachor) de Michał Waszyński. Quand il retourne à la maison, son père le fouette avec sa ceinture.

#### Études et débuts au théâtre et au cinéma
Après la Seconde Guerre mondiale, il étudie le théâtre. Au début des années 1950, Pieczka entre dans l'académie de théâtre Alexandre-Zelwerowicz de Varsovie ; il passe son examen d'entrée non pas dans la salle de l'académie mais dans la maison d'Aleksander Zelwerowicz. Durant l'examen, Zelwerowicz lui demande de prononcer le mot ville (en polonais : miasto) trois fois : une fois en énonçant une ville historique, une autre en énonçant une ville de production et une autre en énonçant une ville festive,. En 1954, il est diplômé de l'académie.
Durant ses études, il fait partie de l'Union de la jeunesse polonaise. Il y défend notamment un ami, Krzysztof Chamiec, exclu de l'organisation car son père possède le puissant domaine de Chamc. Lors du vote d'exclusion, Pieczka est le seul à voter contre cette exclusion, il défend son ami en justifiant : « Et en quoi est-ce ma faute ou celle de Krzysiek si je suis né d'un mineur et Krzysiek d'un homme qui possédait beaucoup de terres ? ».
Durant ses études, il fait ses débuts au théâtre Cyprian Kamil Norwid à Jelenia Góra,, il y joue pour la première fois le 5 juin 1954 dans Shakespeare dringend gesucht (en polonais : Szekspir pilnie poszukiwany) de Heinar Kipphardt mis en scène par Tadeusz Żuchniewski. Il débute également sa carrière au cinéma dans le film Une fille a parlé (en polonais : Pokolenie) d'Andrzej Wajda,,, il y joue un gendarme allemand.

#### Carrière théâtrale
Malgré une proposition d'emploi d'Arnold Szyfman, directeur du Grand Théâtre de Varsovie,, il rejoint le Teatr Ludowy de Nowa Huta, dirigé par Krystyna Skuszanka et Jerzy Krasowski, où il se produit de 1955 à 1964,,,. Il y joue notamment avec Witold Pyrkosz.
Il joue ensuite entre 1964 et 1968 au théâtre Stary de Cracovie sous la direction de Zygmunt Hübner,,. Il y rencontre Konrad Swinarski, qu'il qualifie d'« excellent réalisateur, le meilleur réalisateur que j'ai rencontré ». Il s'y fait notamment remarquer sur scène dans le rôle de Beni Krik dans Le Crépuscule (en polonais : Zmierzch) d'Isaac Babel dont la première a lieu en 1966, juste après Noël, avec uniquement des célébrités sur scène. Son rôle le plus important sur les scènes de Cracovie est le rôle de Franz Woyzeck dans le drame Woyzeck de Georg Büchner mis en scène par Konrad Swinarski en 1966.
De 1969 à 1974, après un déménagement à Varsovie, il joue au théâtre Powszechny de Varsovie,. Le 1er mars 1970, le théâtre ferme pour une rénovation complète et rouvre ses portes le 25 janvier 1975,.
De 1974 à 2015, il joue au Teatr Powszechny de Varsovie.
Il a joué entre autres dans des productions de Konrad Swinarski, Jerzy Jarocki et de Zygmunt Hübner. Pour son rôle titre de 1993 dans Jeannot le Verseau, il reçoit de nombreux prix, notamment au Festival du film polonais de Gdynia et du Festival international du film slave et orthodoxe de Moscou.
En 2008, il apparaît pour la dernière fois sur scène au Théâtre Powszechny de Varsovie, dans le rôle d'Al Lewis dans Słoneczni chłopcy, une œuvre mise en scène par Maciej Wojtyszko. En 2009, cette apparition lui apporte le prix Cyprian Norwid dans la catégorie Teatr,,.

#### Carrière audiovisuelle (à la télévision et au cinéma)
Il joue dans plus d'une centaine de films, tant polonais qu'étrangers. Il reste dans les mémoires des spectateurs grâce à sa participation dans des créations comme La Terre de la grande promesse (en polonais : Ziemia obiecana), Plus fort que la tempête (en polonais : Potop), Quo vadis, Konopielka ou Jeannot le Verseau (en polonais : Jańcio Wodnik),,.
Lorsque Franciszek Pieczka est sélectionné pour jouer dans la série télévisée Czterej pancerni i pies, les réalisateurs ne savent pas qu'il est originaire de la Silésie, ni même qu'il connaît le dialecte de cette région. Lorsque l'équipe découvere cela, un des scénaristes, Janusz Przymanowski, décide de donner carte blanche à l'acteur pour les dialogues.
Il a acquis une grande popularité et une grande sympathie grâce au rôle de Gustlik dans la série Czterej pancerni i pies,, mais également grâce au rôle de Stanisław Japycz (souvent appelé Stach) dans la série Ranczo,,. Il est populaire en République démocratique allemande pour son rôle de Gustlik.
En 1979, il joue dans le film allemand David de Peter Lilienthal et y prouve sa connaissance ainsi que sa maîtrise de la langue allemande. Il joue également le rôle principal du film allemand Fariaho en 1983 réalisé par la DEFA avec comme coréalisateur Roland Gräf.
Le public tchèque le connaît principalement pour son rôle de père du personnage principal dans le film tchèque Merci pour chaque nouveau matin (en tchèque : Díky za každé nové ráno).
Le public russe le connaît principalement pour avoir joué dans deux films tournés durant la Russie soviétique ; le rôle de curé dans Legenda (1970) de Sylwester Chęciński et celui du sergent Pelka dans Libération (1971) (en polonais : Wyzwolenie) de Iouri Ozerov,.
Il est souvent considéré comme « ajoutant de l'humanité dans ses rôles ».
Lors du tournage de la série Czterej pancerni i pies, Jan Jakub Kolski, 9 ans au moment des faits, fils d'un des monteurs de la série, visite le plan de tournage, il y rencontre Pieczka qui lui demande ce qu'il veut être à l'avenir, celui-ci lui répond qu'il souhaite devenir réalisateur. Dans les années 1990, il devient l’un des acteurs favoris du réalisateur polonais et Pieczka joue dans 9 de ses films,,.
En 2013, interrogé par Adam Kraśnicki pour le film biographique Nie tylko Gustlik, il déclare : « Les plus précieux [rôles] pour moi seraient probablement Mateusz dans Żywot Mateusza et Jańcio Wodnik dans [le film de] Jan Jakub Kolski. Ces deux personnages, il me semble, du point de vue de mon travail d'acteur, étaient frappants et intéressants dans leur effet. ».

### Participations aux campagnes de sensibilisation
En 2016, il soutient une campagne de lutte contre le smog (causé par l'incinération d'ordures) dans sa région natale, la Haute-Silésie, en jouant le rôle principal dans un clip intitulé N'empoisonne pas ton voisin ! (en polonais : Nie truj sąsiada!) enregistré avec la ville de Wodzisław Śląski,,.
En avril 2021, à l'occasion du 100e anniversaire des insurrections de Silésie qui a lieu en mai 2021, il tourne, avec le président de la Pologne Andrzej Duda, une vidéo incitant à commémorer cet événement de l'histoire,,. Le 12 mai 2021, à la Diète de Pologne, le sénateur polonais Wojciech Piecha félicite Pieczka pour sa participation à la vidéo tout en ajoutant « Un beau témoignage de l'histoire de sa famille dans le contexte des soulèvements silésiens [...] dans un court spot télévisé. Ce témoignage montre de manière extrêmement émouvante l'attachement des Silésiens à la Pologne. ».

### Vie privée
Dans sa jeunesse, Franciszek Pieczka et ses amis d'enfance adorent l'actrice polonaise Lidia Korsakówna. Pendant qu'ils lui rendent visite dans son dortoir dans la résidence académique Dziekanka à Varsovie, il rencontre sa future femme, Henryka Witkowska, également fille d'un mineur, née dans le Pas-de-Calais, en France qui venait de commencer des études de journalisme à l'université de Varsovie.
En décembre 2019, l'acteur raconte à l'hebdomadaire polonais Gość Niedzielny la première rencontre avec Henryka,, :
« Żonę poznałem w Dziekance, domu akademickim naprzeciwko pomnika Mickiewicza. Studiowała dziennikarstwo, a kiedy przyjechała za mną do Krakowa, postanowiła studiować romantyzm. Z kolegami adorowaliśmy wtedy Lidkę Korsakównę, która zagrała w "Przygodzie na Marien-sztacie" i była słynna. Kiedy siedzieliśmy u niej, zgasło światło i poszedłem je naprawić. Przy skrzynce z korkami majstrowała moja przyszła małżonka. "Może koleżanka pozwoli sobie pomóc?" – zapytałem, ale nie pozwoliła. To była miłość od pierwszego wejrzenia, która trwała tyle lat. »
— Franniszek Pieczka
        
« J'ai rencontré ma femme à la Dziekanka, une maison universitaire située en face du monument Mickiewicz. Elle étudiait le journalisme et, lorsqu'elle m'a suivi à Cracovie, elle s'est orientée vers des études de romantisme. À l'époque, mes amis et moi adorions Lidka Korsakówna, qui jouait dans Przygoda na Mariensztacie et était célèbre. Alors que nous étions assis chez elle, la lumière s'est éteinte et je suis allé la réparer. Ma future épouse était en train de bricoler au tableau électrique. « Laisserez-vous vous aider ? » - j'ai demandé, mais elle n'a pas voulu. Ce fut le coup de foudre, qui dura tant d'années. »
En 1954, l'acteur termine ses études et ils se marient le 17 juillet 1955. Le couple s'installe à Cracovie. L'acteur décide de travailler au Teatr Ludowy de Nowa Huta tandis que sa femme commence des études de romantisme à l'université Jagellonne. Deux ans après leur mariage, la naissance de leur première fille Ilona a lieu,. Afin que l'acteur puisse poursuivre sa carrière, Henryka décide de s'occuper des tâches domestiques. En 1972, le deuxième enfant du couple, Piotr, est né,. Le garçon naît prématuré et le couple craint pour sa vie, il survit finalement.
En 2004, à l'âge de 71 ans et en raison d'une maladie grave meurt l'épouse de l'acteur, Henryka Pieczka, avec laquelle il a vécu pendant 50 ans. Franciszek Pieczka, profondément affecté par la mort de sa femme, répète à plusieurs reprises dans ses conversations avec les journalistes « Ma femme avait cinq ans de moins et était décédée plus tôt. J'étais celui qui voulait mourir en premier. »,,. Il y ajoute « Je suis très reconnaissant à mon épouse [...] de m'avoir soutenu dans mon travail [...] entre autres, qu'elle n'a pas imposé son désir. ». Lors d'une rencontre en direct à la radio avec Katarzyna Stoparczyk, journaliste, écrivaine et autrice du livre Franciszek Pieczka Portret intymny, l'acteur dit :
« Wie pani, ja się śmierci nie boję. Swoje przeżyłem. Już nie mam jakichś aspiracji życiowych. Ani osobistych, ani zawodowych. Tylko Boga proszę, żeby odejść spokojnie, bez boleści. No i żeby spotkać się z małżonką. Tam, na górze. Może już przygotowała dla mnie jakieś przyjęcie? »
— Franciszek Pieczka
        
« Vous savez Madame, je n'ai pas peur de la mort. J'ai vécu ce que je devais vivre. Je n'ai plus d'aspirations dans la vie. Ni personnelles, ni professionnelles. Je demande seulement à Dieu de me permettre de m'éteindre paisiblement, sans douleur. Et de rencontrer ma femme. Là-haut. Peut-être a-t-elle déjà préparé une fête pour moi ? »
Il reconnait publiquement sa foi catholique, et donnait fréquemment des interviews à l'hebdomadaire catholique polonais Gość Niedzielny. Il est baptisé le 29 janvier 1928 à l'église de Saint-Joseph à Godów. Ses parrains sont Norbert Tekieli et Maria Popek.

### Mort
Franciszek Pieczka meurt le 23 septembre 2022 à Varsovie, à l'âge de 92 ans,. Son fils Piotr témoigne des derniers moments de l'acteur avec sa famille,, :
« Pożegnał się z nami. Przekazał nam, że jeśli gdzieś wychodzimy, trzeba się pożegnać, bo nie wiemy, co dzień nam przyniesie, kiedy nasza świeczka się wypali. Nauczył nas, że życia nie wolno marnować na kłótnie. On nie żałował żadnej minuty przeżytej na tym świecie. »
— Piotr Pieczka
        
« Il nous a dit au revoir. Il nous a fait comprendre que si nous sortons quelque part, il est important de dire au revoir, car nous ne savons pas, ce que nous réserve le jour, quand notre bougie s'éteindra. Il nous a appris qu'il ne faut pas gaspiller la vie pour des disputes. Il ne regrettait aucune minute vécue dans ce monde. »
Le 28 septembre 2022, une minute de silence est organisée à la Diète de Pologne, à la demande d'Elżbieta Witek, présidente de la Diète,.
Le 29 septembre 2022 à 12 h, une messe de funérailles a lieu à l'église du Sacré-Cœur de Varsovie,,. Franciszek Pieczka est ensuite enterré dans la tombe familiale (avec Henryka, sa femme) au cimetière d'Aleksandrów. Les cérémonies revêtent un caractère national, en présence du président de la république de Pologne, Andrzej Duda,,. Certains autres acteurs polonais qui ont travaillé avec lui sont présents aux funérailles, notamment Daniel Olbrychski.
Dans son single résumant les événements politiques, sociaux et de la culture pop, 2022, Pih mentionne la mort de Franciszek Pieczka,.

## Analyse de son travail d'acteur

### Prononciation du ŏ silésien
Dans une étude, Martyna Rzeźnik de l'Université de Łódź remarque chez Franciszek Pieczka une prononciation du ŏ silésien dans la série télévisée Ranczo, perdu dans le temps, mais audible chez les personnes âgées en Pologne. Dans le cas de l'acteur, il ne s'agit cependant pas d'une stylisation linguistique ou d'une caractéristique d'origine mais du fait que la prononciation de ce ŏ front-lingual-dental était autrefois exigée des élèves de l'école d'art dramatique.

### Autocritique
Lors d'une interview en 2008, il est questionné par Dariusz Zaborek pour Gazeta Wyborcza, demandé « Pensez-vous que si vous étiez né à Varsovie, les personnages que vous incarnez n'auraient pas une telle authenticité ? », l'acteur répond « C'est une question de personnalité, pas d'origine. ». Demandé « Pensez-vous que le fait d'avoir travaillé dans les mines a pu influencer votre jeu d'acteur ? », l'acteur répond « Bien sûr, après tout, le jeu créatif consiste à enrichir les personnages que l'on incarne grâce à ses propres expériences. ».

## Filmographie
Sauf indication contraire, les informations mentionnées dans cette section peuvent être confirmées par les bases de données cinématographiques IMDb, FilmPolski et Filmweb,  présentes dans la section « Liens externes ».

### Acteur

#### Films et téléfilms
- 1954 : Une fille a parlé (en polonais : Pokolenie) d'Andrzej Wajda : un gendarme allemand
- 1957 : Zagubione uczucia de Jerzy Zarzycki : un homme à la gare de Kraków
- 1958 : Kalosze szczęścia d'Antoni Bohdziewicz : l'infirmier d'un hôpital psychiatrique
- 1960 : Mère Jeanne des anges (en polonais : Matka Joanna od Aniołów) de Jerzy Kawalerowicz : Odryn
- 1961 : La Toussaint (en polonais : Zaduszki) de Tadeusz Konwicki : Heniutek
- 1961 : Kwiecień de Witold Lesiewicz : tireur Anklewicz
- 1962 : Szpital de Janusz Majewski : cheminot
- 1962 : Nad rzeką de Janusz Kubik : partisan
- 1962 : Drugi brzeg de Zbigniew Kuźmiński : Stefan Majewski
- 1963 : Zacne grzechy de Mieczysław Waśkowski : Eustachy Topór
- 1963 : Skąpani w ogniu de Jerzy Passendorfer : Józef Poczobutt
- 1963 : Ich dzień powszedni d'Aleksander Ścibor-Rylski : Danysz, l'admirateur de Michaśka
- 1964 : Le Manuscrit trouvé à Saragosse (en polonais : Rękopis znaleziony w Saragossie) de Wojciech Has : Paszeko
- 1964 : Późne popołudnie d'Aleksander Ścibor-Rylski : Janusz, sous-locataire de Siankowa
- 1964 : Życie raz jeszcze de Janusz Morgenstern : prisonnier Janko
- 1965 : Walkower de Jerzy Skolimowski : un activiste
- 1965 : Bigos de Sylwester Szyszko : Franek Lalik
- 1966 : Gdzie jest trzeci król de Ryszard Ber : Marczak, conservateur de tableaux
- 1966 : Chudy i inni de Henryk Kluba : Tomasz Waliczek, surnomé Kosa
- 1967 : Les Jours de Mathieu (en polonais : Żywot Mateusza) de Witold Leszczyński : Mathieu
- 1967 : Słońce wschodzi raz na dzień de Henryk Kluba : Haratyk
- 1968 : Tramp oder der einzige und unvergleichliche Lenny Jacobsen de Peter Lilienthal : Joseph
- 1969 : Urząd de Janusz Majewski : le prêtre venant de San Sisto Vecchio
- 1970 : Przystań de Paweł Komorowski : Muraszko
- 1970 : Legenda de Sylwester Chęciński : curé
- 1970 : L'Hydromystère d'Andrzej Kondratiuk : marin
- 1970 : Dziura w ziemi d'Andrzej Kondratiuk : prêtre
- 1970 : Album polski de Jan Rybkowski : le cheminot Franek, beau-père d'Anna
- 1971 : Punkt wyjścia de Jerzy Sztwiertnia : Jerzy
- 1971 : Przez dziewięć mostów de Ryszard Ber : le père
- 1971 : La Perle de la couronne (en polonais : Perła w koronie) de Kazimierz Kutz : Hubert Siersza
- 1971 : Libération (en polonais : Wyzwolenie) de Iouri Ozerov : le sergent Pelka
- 1971 : Kłopotliwy gość de Jerzy Ziarnik : agent secret surnommé « souriant » (en polonais : uśmiechnięty)
- 1971 : Kareta de Zdzisław Leśniak : flingueur
- 1971 : Beczka Amontillado de Leon Jeannot : Fortunato
- 1972 : Les Noces (en polonais : Wesele) d'Andrzej Wajda : Błażej Czepiec
- 1972 : Szklana kula de Stanisław Różewicz : surnomé Król Życia (en français : « Roi de la Vie »)
- 1972 : Kaprysy Łazarza de Janusz Zaorski : écoutète Franek
- 1973 : Ciemna rzeka de Sylwester Szyszko : maire Mateusz
- 1973 : Chłopi de Jan Rybkowski : curé
- De 1973 à 1974 : Plus fort que la tempête (en polonais : Potop) de Jerzy Hoffman : vieux Kiemlicz
- 1974 : La Terre de la grande promesse (en polonais : Ziemia obiecana) d'Andrzej Wajda : Müller
- 1974 : Pełnia nad głowami d'Andrzej Czekalski : Andrzej, président de la Miejska Rada Narodowa
- 1974 : Gniazdo de Jan Rybkowski : Mrokota
- 1975 : Till Eulenspiegel de Rainer Simon : Kunc Winterstetten
- 1975 : Grzech Antoniego Grudy de Jerzy Sztwiertnia : Antoni Gruda
- 1976 : Złota kaczka de Jerzy Sztwiertnia : mendiant aveugle - conteur
- 1976 : La Cicatrice (en polonais : Blizna) : Stefan Bednarz, directeur de l'usine
- 1977 : Contes de Budapest (en hongrois Budapesti mesék) d'István Szabó : Énekes le passager d'un tramway
- 1977 : Okrągły tydzień de Tadeusz Kijański : Karol Kostka, le grand-père de Gustlik
- 1978 : Somosierra. 1808 de Lucyna Smolińska et Mieczysław Sroka : Andrzej Niegolewski
- 1978 : Die Frau gegenüber de Hans Noever : Simon Schmidt
- 1978 : Biały mazur de Wanda Jakubowska : Walery Wróblewski
- 1979 : Wiśnie (en allemand : Weichselkirschen) de Michael Günther et Gerard Zalewski : Ludwik Grępka
- 1979 : Vor Sonnenaufgang d'Oswald Döpke : paysan Krause
- 1979 : Racławice. 1974 de Lucyna Smolińska et Mieczysław Sroka :  présentateur d'un spectacle politique de marionnettes
- 1979 : Placówka de Zygmunt Skonieczny : Józef Ślimak
- 1979 : Jadup et Boel (en allemand : Jadup und Boel) de Rainer Simon : Willi Unger
- 1979 : Die große Flatter de Marianne Lüdcke : monsieur Warga
- 1979 : David de Peter Lilienthal
- 1980 : Les Grains du rosaire (en polonais : Paciorki jednego różańca) de Kazimierz Kutz : Jerzy Habryk
- 1980 : Wäre die Erde nicht rund? d'Iris Gusner : le grand-père Johannes Pieczyński
- 1980 : Ciosy de Gerard Zalewski
- 1981 : Ryś de Stanisław Różewicz : charron Alojz
- 1982 : Konopielka de Witold Leszczyński : 2 rôles ; grand-père, Dieu dans le rêve de Kaziuk
- 1982 : Epitafium dla Barbary Radziwiłłówny de Janusz Majewski : député Piotr Boratyński
- 1982 : Austeria de Jerzy Kawalerowicz : Tag
- 1983 : Wierna rzeka de Tadeusz Chmielewski : Szczepan
- 1983 : Na odsiecz Wiedniowi de Lucyna Smolińska et Mieczysław Sroka : Ibrahim Pasza
- 1983 : Fariaho de Roland Gräf : Sebastian Fußberg
- 1984 : Sprawa się rypła de Janusz Kidawa : Ludwik Placek
- 1984 : La dame blanche de Wieliczka de Jorge Fajardo
- 1985 : Temida de Mariusz Malinowski : Siewka
- 1985 : Siekierezada de Witold Leszczyński : le forestier Bogdański
- 1985 : Dziewczęta z Nowolipek de Barbara Sass : Mossakowski, père de Bronka
- 1985 : Chrześniak de Henryk Bielski : Strzykalski, parrain de Purowski
- 1986 : Le Journal intime d'un pécheur (en polonais : Osobisty pamiętnik grzesznika przez niego samego spisany) de Wojciech Jerzy Has : Logan, le mari de Rabina
- 1986 : Wcześnie urodzony de Krzysztof Gruber : Józef Chrobak
- 1986 : Rykowisko de Grzegorz Skurski : vieux Szałaj, père de Wiktor
- 1986 : Przyjaciel wesołego diabła de Jerzy Łukaszewicz : Witalis
- 1986 : Big Bang d'Andrzej Kondratiuk : Stasiek Skrzypek
- 1987 : Sławna jak Sarajewo de Janusz Kidawa : Dieu
- 1987 : Do domu de Janusz Zaorski : père de Szymon
- 1987 : Matka Królów de Janusz Zaorski : charbonnier Cyga
- 1988 : Złodziej de Wiesław Helak : le père
- 1989 : Mémoires d'un fleuve (en hongrois : Tutajosok) de Judit Elek : père de Szymon
- 1990 : Vie pour vie : Maximilien Kolbe (en polonais : Życie za życie. Maksymilian Kolbe) de Krzysztof Zanussi : Banasik, ancien voisin de Jan
- 1990 : Potyautasok (en polonais : Pasażerowie na gape) de Sándor Söth : le prisonnier Mariusz
- 1990 : Pogrzeb kartofla de Jan Jakub Kolski : Mateusz Szewczyk
- 1990 : Wallenberg (en polonais : Dobry wieczór, panie Wallenberg) de Kjell Grede : Papa
- 1992 : Szwadron de Juliusz Machulski : Błażej
- 1992 : Ördög vigye de Róbert Pajer : professeur Jambus Ármin
- 1992 : Das Land hinter dem Regenbogen de Herwig Kipping : grand-père
- 1992 : Verykokka sto kalathi de Takis Touliatos : Dimosthenis
- 1993 : Przypadek Pekosińskiego de Grzegorz Królikiewicz : père Michalski
- 1993 : Jeannot le Verseau (en polonais : Jańcio Wodnik) de Jan Jakub Kolski : Jeannot
- 1993 : Dwa księżyce de Andrzej Barański : Szulim
- 1994 : Merci pour chaque nouveau matin (en tchèque : Díky za každé nové ráno) de Milan Šteindler : père d'Olga
- 1994 : Cudowne miejsce de Jan Jakub Kolski : ermite
- 1995 : Szabla od komendanta de Jan Jakub Kolski : Kotek
- 1995 : Grający z talerza de Jan Jakub Kolski : Marczyk
- 1995 : Dzieje mistrza Twardowskiego de Krzysztof Grabowski : Albertus, l'ermite
- 1998 : Historia kina w Popielawach de Jan Jakub Kolski : Wujo Janek
- 1998 : Franciszek Pieczka. Portret na 70-lecie de Krystyna Piaseczna : lui-même
- 2000 : Syzyfowe prace de Paweł Komorowski : Józef, serviteur de la famille Borowicz
- 2001 : Requiem de Witold Leszczyński : Bartłomiej Grab
- 2001 : Quo vadis ? de Jerzy Kawalerowicz : saint Pierre
- 2004 : Cud w Krakowie de Diana Groó : rabbin Lewi
- 2006 : Jasminum de Jan Jakub Kolski : saint Roch
- 2006 : A hét nyolcadik napja (en polonais : Ósmy dzień tygodnia) de Judit Elek : Jeromos
- 2007 : Ranczo Wilkowyje de Wojciech Adamczyk : Stanisław Japycz
- 2013 : Nie tylko Gustlik d'Adam Kraśnicki : lui-même
- 2014 : Serce, Serduszko i wyprawa na koniec świata de Jan Jakub Kolski : Droselmajer
- 2017 : Syn Królowej Śniegu de Robert Wichrowski : Kazimierz
- 2018 : Król i aktor de Roman Anusiewicz et Dariusz Domański : lui-même
- 2018 : Aktor Pana Boga de Mariusz Malec : lui-même
- 2018 : Dobrze jest d'Anna Biernacik
- 2022 : Hańba de Tomasz Gąsiorowski : lui-même

#### Séries télévisées

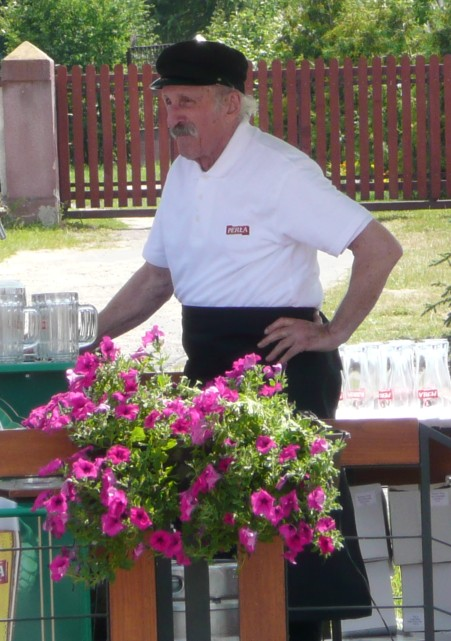
Franciszek Pieczka sur le lieu de tournage de la série télévisée Ranczo.

- 1966 : Czterej pancerni i pies de Konrad Nałęcki et Andrzej Czekalski : Gustaw Jeleń, le canonnier, surnommé Gustlik
- 1970 : Doktor Ewa de Henryk Kluba : Zalewski, président du conseil national
- 1972 : Chłopi de Jan Rybkowski : pasteur
- 1978 : Ziemia obiecana d'Andrzej Wajda : Muller, le père de Mady
- 1979 : Ród Gąsieniców de Konrad Nałęcki : Franek Gąsienica, le fils de Paweł
- 1979 : Ród Gąsieniców de Konrad Nałęcki : Izydor Gąsienica, le fils de Józek
- 1980 : Królowa Bona de Janusz Majewski : Piotr Boratyński, membre du Sejm
- 1982 : Blisko, coraz bliżej de Zbigniew Chmielewski : Franciszek Pasternik
- 1988 : Przyjaciele wesołego diabła de Jerzy Łukaszewicz : Witalis
- 1988 : Banda Rudego Pająka de Zbigniew Chmielewski : Józef Koza, grand-père de Koza (dubbing)
- De 1993 jusqu'à 1994 : Bank nie z tej ziemi de nombreux réalisateurs : St Pierre appelé Prezes
- 1996 : Die Straßen von Berlin
- 1997 : Liebling Kreuzberg
- 1998 : Syzyfowe prace de Paweł Komorowski : Józef
- 1999 : Sturmzeit (en polonais : Przed burzą) de Bernd Böhlich : Ferdinand Domberg
- 2000 : Słoneczna włócznia de Jerzy Łukaszewicz : Atacamenos
- 2001 : Die Sonnenlanze : Atacamenos
- 2002 : Quo vadis de Jerzy Kawalerowicz : Saint Piotr
- 2002 : Na dobre i na złe : colonel Bończa
- 2006 : Ranczo de Wojciech Adamczyk : Stanisław Japycz
- 2008 : Hotel pod żyrafą i nosorożcem de Marek Stacharski : Franciszek Alba

### Doublage
- 1970 : Dzięcioł : Edek Zdziebko
- 1972 : Piłat i inni : un bélier travaillant dans un abattoir
- 1972 : Pilatus und andere - Ein Film für Karfreitag d'Andrzej Wajda : Ram
- 1979 : Ania z Zielonego Wzgórza : Mateusz Cuthbert
- 1981 : Na wschód od Edenu
- 1987 : Sławna jak Sarajewo : Dieu
- 1988 : Banda Rudego Pająka de Stanisław Jędryka : Józef Koza
- 1989 : Guliwer w Krainie Liliputów : Guliwer
- 2001 : Serce z węgla d'Irena Morawska et Jerzy Morawski : narrateur (épisodes 2 à 15)
- 2004 : Genesis de Claude Nuridsany et Marie Pérennou : narrateur
- 2005 : Le Monde de Narnia : Le Lion, la Sorcière blanche et l'Armoire magique d'Andrew Adamson : le père Noël
- 2010 : Alice au pays des merveilles de Tim Burton : Jabberwocky
- 2015 : Star Wars, épisode VII : Le Réveil de la Force de J. J. Abrams : Lor San Tekka
- 2016 : Lego Star Wars : Le Réveil de la Force : Lor San Tekka
- 2017 : Cars 3 de Brian Fee : Junior Moon
- 2019 : ***(ryba) de Filip Bojarski
- 2020 : Falenicka Atlantyda d'Ireneusz Dobrowolski et Justyn Kołakowski : narrateur
- 2020 : Dialog. Życie zapisane w listach de Judyta Syrek et Wojciech Kursa : narrateur

## Théâtre
Sauf indication contraire ou complémentaire, les informations mentionnées dans cette section peuvent être confirmées par les bases de données de l'Encyclopédie du théâtre polonais.

### Théâtre physique

#### École nationale de cinéma de Łódź
- 26 janvier 1953 : Le Songe d'une nuit d'été (en polonais : Sen nocy letniej) de William Shakespeare, mise en scène de Jan Kreczmar

#### Théâtre-studio Stanisław Ignacy Witkiewicz (anciennement Théâtre de la Nouvelle Varsovie)
- 3 janvier 1954 : Balladyna de Juliusz Słowacki, mise en scène d'Aleksander Bardini
- 29 mai 1954 : La Bonne Espérance de Herman Heijermans, mise en scène de Marian Wyrzykowski

#### Théâtre Cyprian Kamil Norwid à Jelenia Góra
- 5 juin 1954 : Shakespeare dringend gesucht (en polonais : Szekspir pilnie poszukiwany) de Heinar Kipphardt, mise en scène de Tadeusz Żuchniewski
- 6 novembre 1954 : Chwasty de Janusz Warmiński, mise en scène de Tadeusz Żuchniewski
- 17 février 1955 : Dom na Twardej de Kazimierz Korcelli, mise en scène de Tadeusz Żuchniewski
- 18 mai 1955 : Gwałtu, co się dzieje! d'Aleksander Fredro, mise en scène de Kazimierz Czyński

#### Théâtre populaire de Cracovie
- 3 décembre 1955 : Cud mniemany, czyli Krakowiacy i Górale de Wojciech Bogusławski et Jan Stefani, mise en scène de Wanda Wróblewska
- 21 janvier 1956 : Turandot (en polonais : Księżniczka Turandot) de Carlo Gozzi, mise en scène de Krystyna Skuszanka et Jerzy Krasowski
- 20 mai 1956, 13 mars 1959 : Des souris et des hommes (en polonais : Myszy i ludzie) de John Steinbeck, mise en scène de Jerzy Krasowski
- 16 septembre 1956 : Mesure pour mesure (en polonais : Miarka za miarkę) de William Shakespeare, mise en scène de Krystyna Skuszanka
- 20 janvier 1957 : Jacobowsky und der Oberst (en polonais : Jacobowsky i pułkownik) de Franz Werfel, mise en scène de Jerzy Krasowski
- 4 avril 1957 : Kot w butach de Zenon Laurentowski, mise en scène de Józef Gruda
- 4 juillet 1957 : Nouveau Don Quichotte (en polonais : Nowy Don Kiszot czyli Sto Szaleństw) d'Aleksander Fredro, mise en scène de Jerzy Krasowski
- 19 octobre 1957 : Imiona władzy de Jerzy Broszkiewicz, mise en scène de Krystyna Skuszanka
- 21 décembre 1957 : Histoire de deux enfants qui volèrent la Lune (en polonais : O dwóch takich, co ukradli księżyc) de Kornel Makuszyński, mise en scène de Krystyna Skuszanka
- 8 mars 1958 : Wracamy późno do domu de Tymoteusz Karpowicz, mise en scène de Krystyna Skuszanka
- 6 novembre 1958 : L'État de siège (en polonais : Stan oblężenia) d'Albert Camus, mise en scène de Krystyna Skuszanka et Jerzy Krasowski
- 20 mars 1959 : La Tempête (en polonais : Burza) de William Shakespeare, mise en scène de Krystyna Skuszanka et Jerzy Krasowski
- 20 juin 1959 : Geniusz sierocy de Maria Dąbrowska, mise en scène de Jerzy Krasowski
- 17 octobre 1959 : Le Rêve d'argent de Salomé (en polonais : Sen srebrny Salomei) de Juliusz Słowacki, mise en scène de Krystyna Skuszanka
- 15 décembre 1959 : Le Mariage (en polonais : Ożenek) de Nicolas Gogol
- 6 mai 1960 : Orestie (en polonais : Oresteja) d'Eschyle, mise en scène de Krystyna Skuszanka et Jerzy Krasowski
- 6 octobre 1960 : Dziejowa rola Pigwy de Jerzy Broszkiewicz, mise en scène de Jerzy Krasowski
- 18 décembre 1960 : Radość z odzyskanego śmietnika de Jerzy Krasowski (acteur), mise en scène de Jerzy Krasowski
- 7 juin 1961 : Le Dragon (en polonais : Smok) d'Evgueni Schwartz, mise en scène de Jerzy Krasowski
- 2 septembre 1961 : La Nuit des rois, ou Ce que vous voudrez (en polonais : Wieczór Trzech Króli lub co chcecie) de William Shakespeare, mise en scène de Krystyna Skuszanka
- 1er décembre 1961 : Lazik le tumultueux (en polonais : Burzliwe życie Lejzorka Rojtszwańca) d'Ilya Ehrenbourg, mise en scène de Jerzy Krasowski
- 25 mai 1962 : Dziady d'Adam Mickiewicz, mise en scène de Krystyna Skuszanka et Jerzy Krasowski
- 13 septembre 1962 : Kondukt de Bohdan Drozdowski, mise en scène de Jerzy Krasowski
- 16 novembre 1962 : Les Aventures de Sinbad le marin (en polonais : Przygody Sindbada Żeglarza) de Bolesław Leśmian, mise en scène de Jan Güntner
- 22 décembre 1962 : O Pagador de Promessas (en polonais : Ten, który dotrzymuje słowa) de Dias Gomes, mise en scène de Krystyna Skuszanka
- 15 mars 1963 : Le Songe d'une nuit d'été (en polonais : Sen nocy letniej) de William Shakespeare, mise en scène de Lidia Zamkow
- 21 novembre 1963 : Le Revizor (en polonais : Rewizor) de Nicolas Gogol, mise en scène de Józef Szajna

#### Théâtre Stary de Cracovie
- 20 novembre 1964 : Don Alvares albo niesforna w miłości kompanija de Stanisław Herakliusz Lubomirski, mise en scène de Zygmunt Hübner
- 4 décembre 1964 : Nocna opowieść de Krzysztof Choiński, mise en scène de Zdzisław Tobiasz
- 31 janvier 1965 : Henri IV de William Shakespeare, mise en scène de Jerzy Jarocki
- 17 mars 1966 : Happy End de Kurt Weill, Elisabeth Hauptmann et Bertolt Brecht, mise en scène de Zygmunt Hübner
- 25 juin 1966 : Woyzeck de Georg Büchner, mise en scène de Zygmunt Hübner, mise en scène de Konrad Swinarski
- 29 décembre 1966 : Le Crépuscule (en polonais : Zmierzch) d'Isaac Babel, mise en scène de Jerzy Jarocki
- 11 mars 1967 : Winterset (en polonais : Sceneria zimowa) de Maxwell Anderson, mise en scène de Zygmunt Hübner
- 25 avril 1967 : Czwarty jeździec Apokalipsy
- 15 juillet 1967 : Cymbeline (en polonais : Cymbelin) de William Shakespeare, mise en scène de Jerzy Jarocki
- 9 mars 1968 : Yerma de Federico García Lorca, mise en scène de Bogdan Hussakowski

#### Théâtre dramatique de Varsovie
- 15 avril 1970 : Marchołt gruby a sprośny de Jan Kasprowicz, mise en scène de Ludwik René
- 15 juillet 1970 : Le Roi Jean (en polonais : Król Jan według Szekspira) de William Shakespeare, adaptation de Friedrich Dürrenmatt, mise en scène de Ludwik René
- 16 avril 1972 : Magie Rouge (en polonais : Czerwona magia) de Michel de Ghelderode, mise en scène de Piotr Piaskowski
- 3 avril 1973 : Le Diavolerie. Appunti sull’angoscia (en polonais : Diabelstwa) d'Alessandro Fersen (en), mise en scène d'Alessandro Fersen (en)

#### Théâtre national de Varsovie
- 15 novembre 1973 : Histoire de Wacław (en polonais : Wacława dzieje) de Stefan Florian Garczyński, mise en scène d'Adam Hanuszkiewicz

#### Théâtre Powszechny de Varsovie
- 25 janvier 1975 : L'Affaire Danton (en polonais : Sprawa Dantona) de Stanisława Przybyszewska, mise en scène d'Andrzej Wajda
- 27 février 1975 : Les Oiseaux (en polonais : Ptaki) d'Aristophane, mise en scène de Ryszard Major
- 13 mai 1975 : Buffalo Bill d'Arthur Kopit, mise en scène de Zygmunt Hübner
- 29 janvier 1976 : La comédie non divine (en polonais : Nie-Boska komedia) de Zygmunt Krasiński, mise en scène de Lidia Zamkow
- 11 novembre 1976 : Odpocznij po biegu de Władysław Lech Terlecki, mise en scène de Zygmunt Hübner
- 10 février 1977 : Le match (en polonais : Mecz) de Zygmunt Krasiński, mise en scène d'Andrzej Trzos-Rastawiecki
- 30 juin 1977 : One Flew Over the Cuckoo's Nest (en polonais : Lot nad kukułczym gniazdem) de Dale Wasserman, mise en scène de Zygmunt Hübner
- 16 novembre 1978 : La Tempête (en polonais : Burza) de William Shakespeare, mise en scène de Ryszard Major
- 7 avril 1979 : Un ennemi du peuple (en polonais : Wróg ludu) de Henrik Ibsen, mise en scène de Kazimierz Kutz
- 11 janvier 1980 : Spiskowcy de Joseph Conrad, mise en scène de Zygmunt Hübner
- 5 juin 1981 : Maria d'Isaac Babel, mise en scène de Piotr Cieślak
- 4 mars 1982 : La Défaite (en polonais : Upadek) de Nordahl Grieg, mise en scène de Zygmunt Hübner
- 16 juin 1982 : Antigone (en polonais : Antygona) de Sophocle, adaptation et mise en scène de Helmut Kajzar
- 10 mars 1983 : Barouf à Chioggia (en polonais : Awantura w Chioggi) de Carlo Goldoni, mise en scène de Waldemar Śmigasiewicz et Maciej Wojtyszko
- 19 avril 1984 : Z życia glist (en norvégien : Från regnormarnas liv) de Per Olov Enquist, mise en scène de Zygmunt Hübner
- 26 mai 1984 : Le Fichier (en polonais : Kartoteka) de Tadeusz Różewicz, mise en scène de Michał Ratyński
- 15 décembre 1984 : Les Ennemis (en polonais : Wrogowie) de Maxime Gorki, mise en scène de Zygmunt Hübner
- 23 mars 1986 : Koziołki Matołki de Kornel Makuszyński et Marian Walentynowicz, mise en scène de Ryszard Żuromski
- 3 mai 1986 : Mary Stuart de Wolfgang Hildesheimer, mise en scène de Michał Ratyński
- 28 février 1987 : Nawrócony w Jaffie de Marek Hłasko, mise en scène de Jan Buchwald
- 12 novembre 1987 : Le Crépuscule (en polonais : Zmierzch) d'Isaac Babel, mise en scène de Krystyna Meissner
- 15 novembre 1991 : Le Songe d'une nuit d'été (en polonais : Sen nocy letniej) de William Shakespeare, mise en scène de Maciej Wojtyszko
- 20 avril 1993 : Danser à Lughnasa (en polonais : Tańce w Ballybeg) de Brian Friel, mise en scène de Judy Friel
- 30 mars 1994 : Balladyna de Juliusz Słowacki, mise en scène de Jarosław Kilian
- 29 janvier 1995 : Le Mariage (en polonais : Ożonek) de Nicolas Gogol, mise en scène d'Andrzej Domalik
- 1er octobre 1995 : Les Noces (en polonais : Wesele) de Stanisław Wyspiański, mise en scène de Krzysztof Nazar
- 24 mai 1996 : Macbeth (en polonais : Makbet) de William Shakespeare, mise en scène de Mariusz Treliński
- 22 mai 1997 : Les derniers jours de l'humanité (en) (en polonais : Ostatnie dni ludzkości) de Karl Kraus, mise en scène de Piotr Cieślak
- 15 mars 1998 : Żelazna konstrukcja de Maciej Wojtyszko, mise en scène de Maciej Wojtyszko
- 14 mai 1999 : Simpatico de Sam Shepard, mise en scène de Mariusz Grzegorzek
- 12 avril 2000 : Les Joyeuses Commères de Windsor de William Shakespeare, mise en scène de Piotr Cieplak
- 16 décembre 2000 : Inne rozkosze de Jerzy Pilch, mise en scène de Rudolf Zioło
- 24 avril 2002 : Les Démons de Fiodor Dostoïevski, mise en scène de Rudolf Zioło
- 4 avril 2006 : John Gabriel Borkman de Henrik Ibsen, mise en scène de Zbigniew Zapasiewicz
- 12 mai 2006 : Gwałtu, co się dzieje! d'Aleksander Fredro, mise en scène de Gabriel Gietzky
- 30 novembre 2007 : Les Sorcières de Salem (en polonais : Czarownice z Salem) d'Arthur Miller, mise en scène d'Izabella Cywińska
- 19 septembre 2008 : Ennemis comme avant (en polonais : Słoneczni chłopcy) de Neil Simon, mise en scène de Maciej Wojtyszko
- 8 mars 2013 : Wariat i zakonnica de Stanisław Ignacy Witkiewicz, mise en scène d'Igor Gorzkowski

#### Théâtre de marionnettes Arlequin
- 13 décembre 2014 : Le Maître et Marguerite de Mikhaïl Boulgakov, mise en scène de Waldemar Wolański

### Théâtre de la télévision polonaise
- 28 juillet 1967 : Woyzeck de Georg Büchner, mise en scène de Konrad Swinarski
- 15 juin 1970 : Zabawa de Momo Kapor, mise en scène de Jan Bratkowski
- 23 novembre 1970 : Frytki do wszystkich dań d'Arnold Wesker, mise en scène d'Ireneusz Kanicki
- 3 janvier 1972 : Les Noces de Stanisław Wyspiański, mise en scène de Lidia Zamkow
- 25 septembre 1972 : Kordian i cham (pl) de Leon Kruczkowski, mise en scène de Jan Bratkowski
- 5 novembre 1973 : Bariery de Yuriy Shcherbak (en), mise en scène de Bogdan Augustyniak
- 1er janvier 1974 : La Terre promise (pl) (en polonais : Ziemia obiecana) de Władysław Reymont, mise en scène d'Andrzej Wajda
- 7 janvier 1974 : Partita na instrument drewniany de Stanisław Grochowiak (pl), mise en scène de Stefan Szlachtycz (pl)
- 28 avril 1975 : Egor Bulychev et les autres (en polonais : Jegor Bułyczow i inni) de Maxime Gorki, mise en scène de Zygmunt Hübner
- 30 mai 1977 : Zawisza Czarny (pl) de Juliusz Słowacki, mise en scène de Jerzy Goliński (pl)

## Distinctions et récompenses
Il a reçu de nombreux prix et distinctions pour ses rôles ainsi que pour sa contribution au développement du théâtre et au cinéma.

### Distinctions

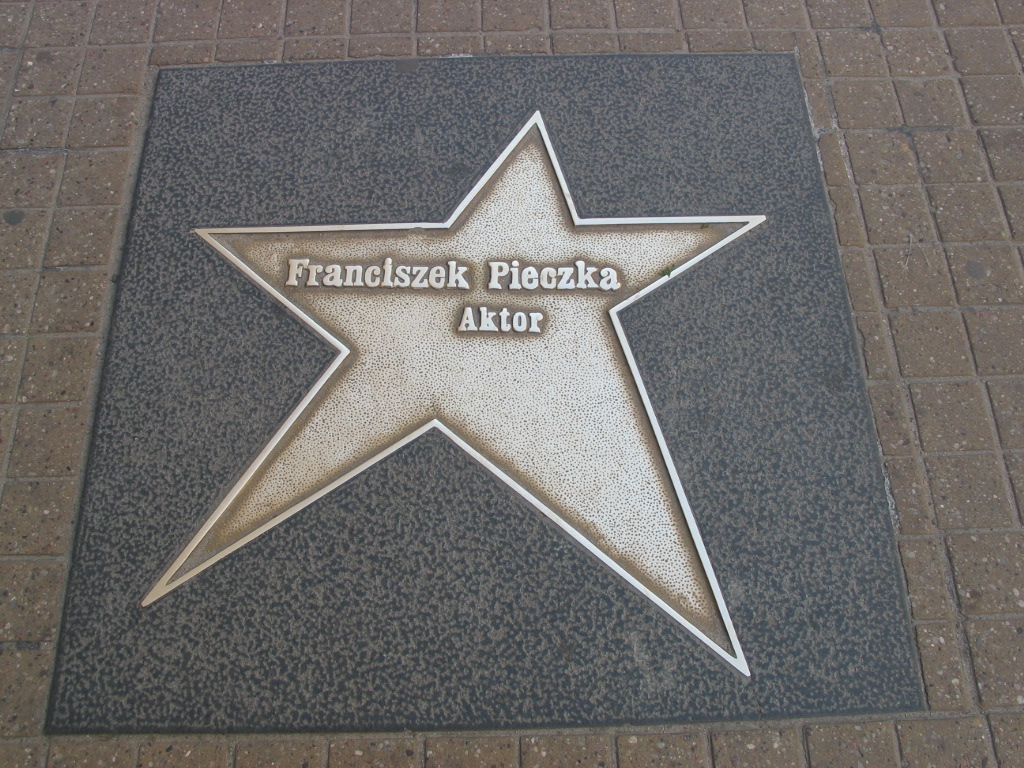
Étoile de Franciszek Pieczka sur l'Allée des Célébrités de Łódź.

Il a son étoile sur l'Allée des Célébrités de Łódź.
En 1955, l'acteur obtient la médaille du 10e anniversaire de la République populaire de Pologne.
Le 25 juillet 1974, il obtient la Croix d'Or du Mérite,.
En 1975, il obtient la Croix de Chevalier de l'Ordre Polonia Restituta.
En 1980, il obtient la Médaille du Mérite culturel Zasłużony Działacz Kultury qui lui est attribuée par le ministère de la Culture et du Patrimoine national polonais,.
Il a obtenu la médaille d'Or du mérite pour la défense nationale.
Le 5 janvier 1998, il obtient la décoration de la croix de Commandeur de l'Ordre Polonia Restituta.
La même année, la Société des Amis de la Silésie, dont il est cofondateur, lui décerne son prix annuel, la Ślązaczka,.
Le 29 octobre 2008, la médaille d'Or du Mérite culturel polonais Gloria Artis lui est décernée à Varsovie par Bogdan Zdrojewski, ministère de la Culture et du Patrimoine au moment du décernement,,.
Franciszek Pieczka est un citoyen d'honneur de la gmina de Godów, son titre de citoyen d'honneur est accordé par la résolution n° XIX/165/08 du conseil municipal de Godów du 26 juin 2008,,.
Le 13 janvier 2011, Bronisław Komorowski lui attribue la Grand-croix de l'Ordre de Polonia Restituta pour « des contributions exceptionnelles à la culture nationale et ses réalisations dans la création artistique »,, la décoration a lieu le 3 mai 2011 lors d'une cérémonie au palais royal de Varsovie à l'occasion de la fête nationale du 3 mai.
Le 24 avril 2015, il obtient le prix silésien Juliusz Ligon pour « une culture notable de l'esprit silésien et des réalisations artistiques exceptionnelles pour la culture polonaise dans les domaines du cinéma et du théâtre ». La décoration a lieu à l'université de Silésie à Katowice.

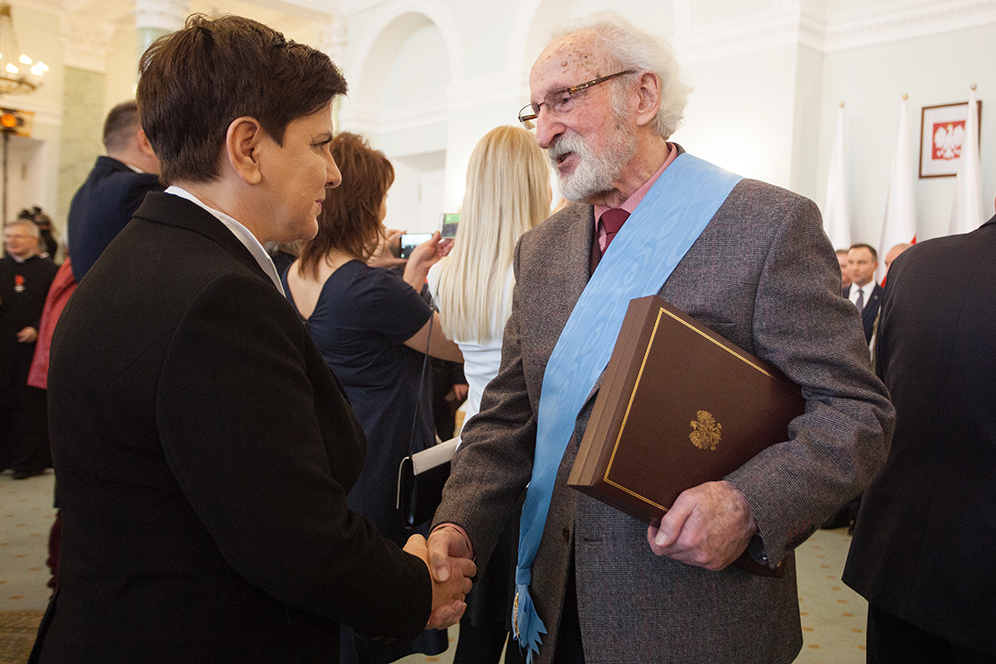
La première ministre Beata Szydło en train féliciter l'acteur Franciszek Pieczka après la décoration de celui-ci par le président de la Pologne Andrzej Duda.

Le 11 novembre 2017, le président polonais Andrzej Duda lui décerne l’ordre de l’Aigle blanc,,,, la plus haute distinction polonaise, « en reconnaissance de sa contribution exceptionnelle à la culture polonaise, pour son importante contribution au développement de l'art du théâtre et du cinéma », énonce la justification de la distinction rendue à l'acteur,. La décoration a lieu le 11 novembre 2017, jour de la fête nationale de l'indépendance polonaise,.
En 2019, le prix annuel du Ministère de la Culture et du Patrimoine national dans la catégorie « Œuvre de toute une vie » lui est décerné par Piotr Gliński, ministre de la Culture et du Patrimoine,,.

### Récompenses
En 1968, durant le Festival international du film de Chicago, il reçoit le Silver Hugo du meilleur acteur pour son rôle de Mathieu dans Les Jours de Mathieu de Witold Leszczyński,. Il reçoit d'abord un avis de récompense de Film Polski, mais pas de statuette, il témoigne cette situation : « J'ai commencé à chercher ma statuette en argent, elle se trouvait dans la rue Mazowiecka, à Film Polski. Un employé l'avait posée sur son bureau comme presse-papiers. Mais j'ai persisté et j'ai récupéré la statuette. Au bout de deux ou trois ans. ».
En 1976, il reçoit le prix spécial du jury et le prix du meilleur acteur au Festival du film polonais de Gdynia pour son rôle de Stefan Bednarz dans le film La Cicatrice (en polonais : Blizna) de Krzysztof Kieślowski.
En 1986, il obtient le prix du meilleur acteur principal au festival national du film de République démocratique allemande pour son rôle de Sebastian Fußberg dans le film Fariaho de Roland Gräf.

En 2015, lors de la 17e édition des Aigles du cinéma polonais (en polonais : Orły), il reçoit le prix spécial pour l'œuvre d'une vie,,.
- Meilleur acteur en 1993 au Festival du film polonais de Gdynia dans le rôle-titre Jeannot le Verseau de Jan Jakub Kolski

## Hommages

### Nom d'établissement
Durant le vivant de l'acteur, le maire de la ville l'appelle afin de donner son nom à un établissement, ce à quoi Pieczka répond : « Et qui suis-je pour recevoir de tels honneurs de mon vivant ? Vous ferez ce que vous voudrez quand je serai mort. Allez, ne vous inquiètez pas, je suis d'accord. Juste un peu plus tard. ».
Le 15 et 16 février 2023, un vote a lieu dans une école primaire et maternelle à Godów, ville de naissance de Franciszek Pieczka, pour choisir la personnalité qui donnera son nom à l'établissement. Les résultats du vote sont annoncés le 20 février 2023. La personne ayant remporté le vote est l'acteur Franciszek Pieczka.
La cérémonie officielle de désignation du nom de l'école a lieu le 29 septembre 2023 en présence de la famille de l'acteur,.

### Buste à la Galerie des Artistes
En août 2023, l'artiste remporte un vote au plébiscite annuel de la Galerie des Artistes de Katowice, au cours duquel les habitants de la ville votent pour des personnes méritantes dans le domaine de la culture, pour Katowice ou sa région. 1 117 personnes participent au vote, dont 1 010 via le site web. Pieczka obtient 426 votes.

À la suite de cette victoire, un buste de Franciszek Pieczka est dévoilé à la Galerie des Artistes sur la place Grunwaldzki le 8 septembre 2023, l'auteur de la sculpture est Bogumił Burzyński.

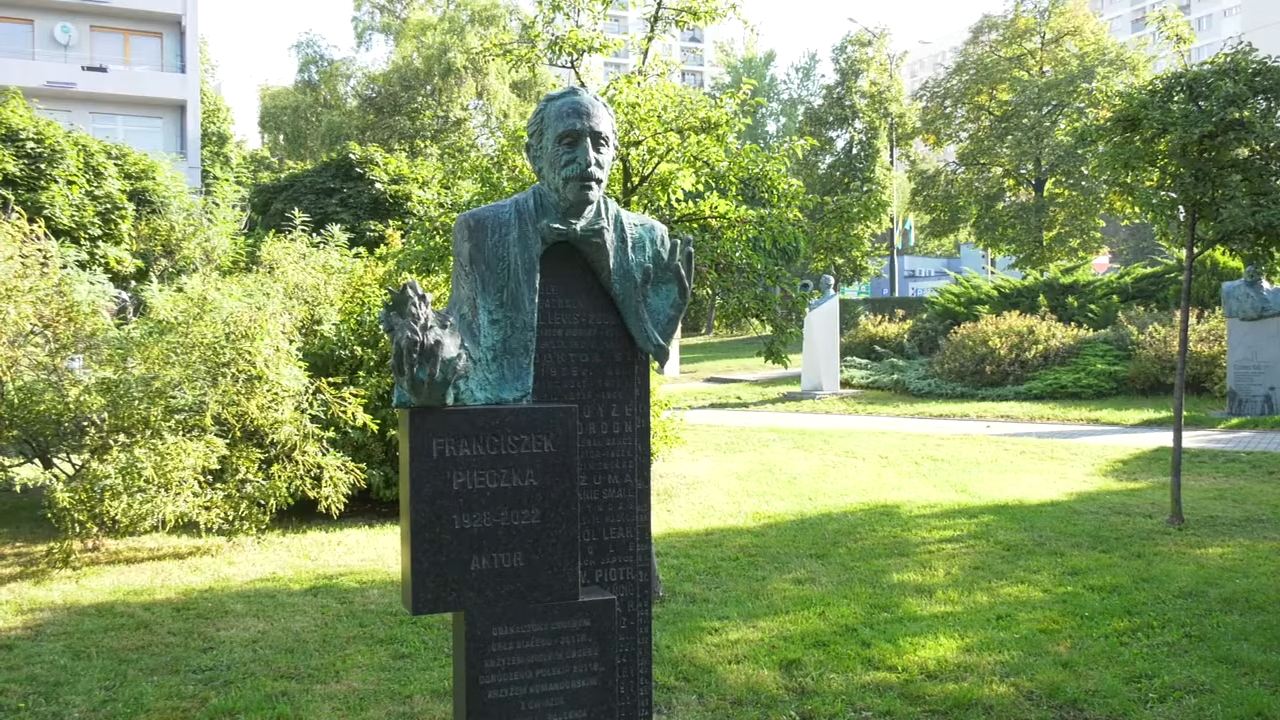
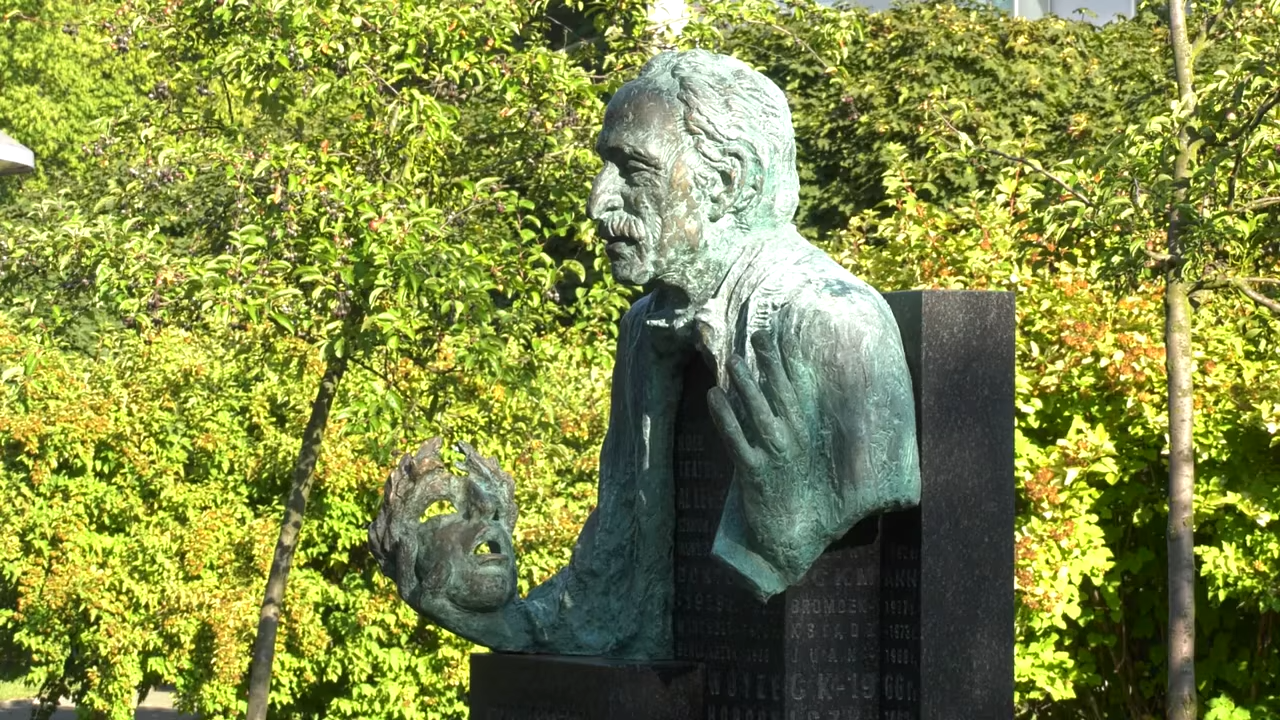
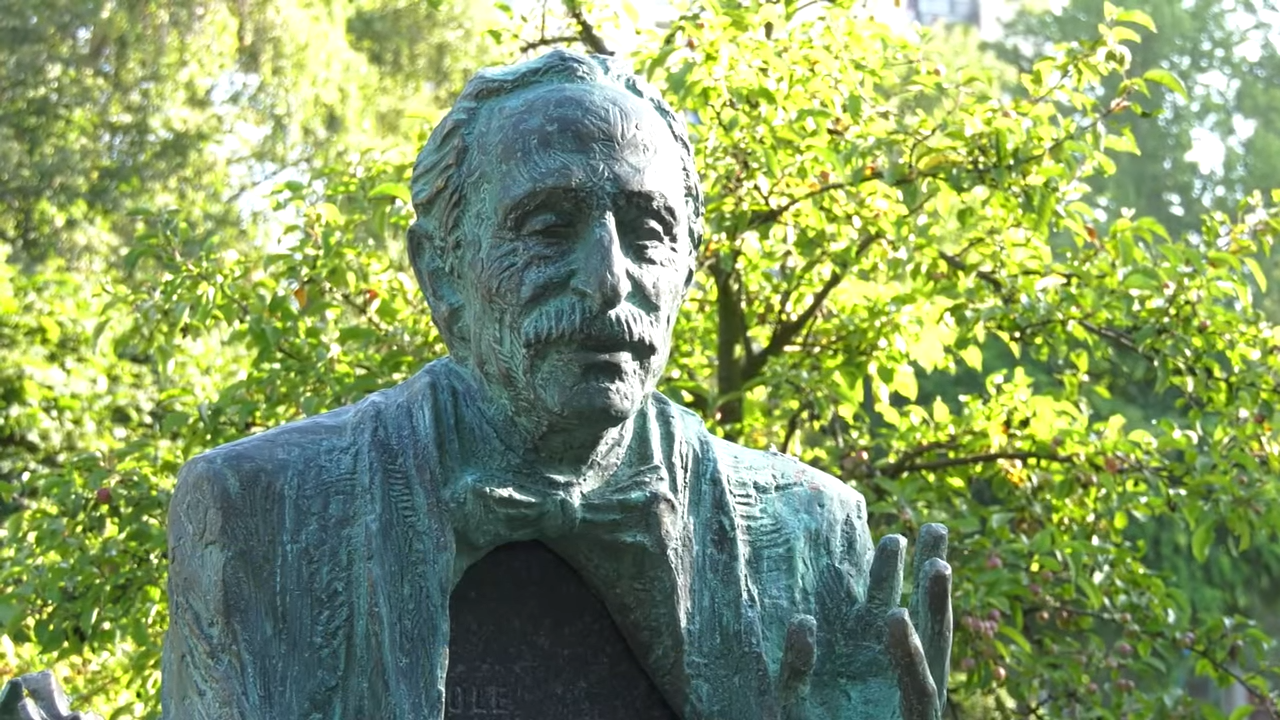
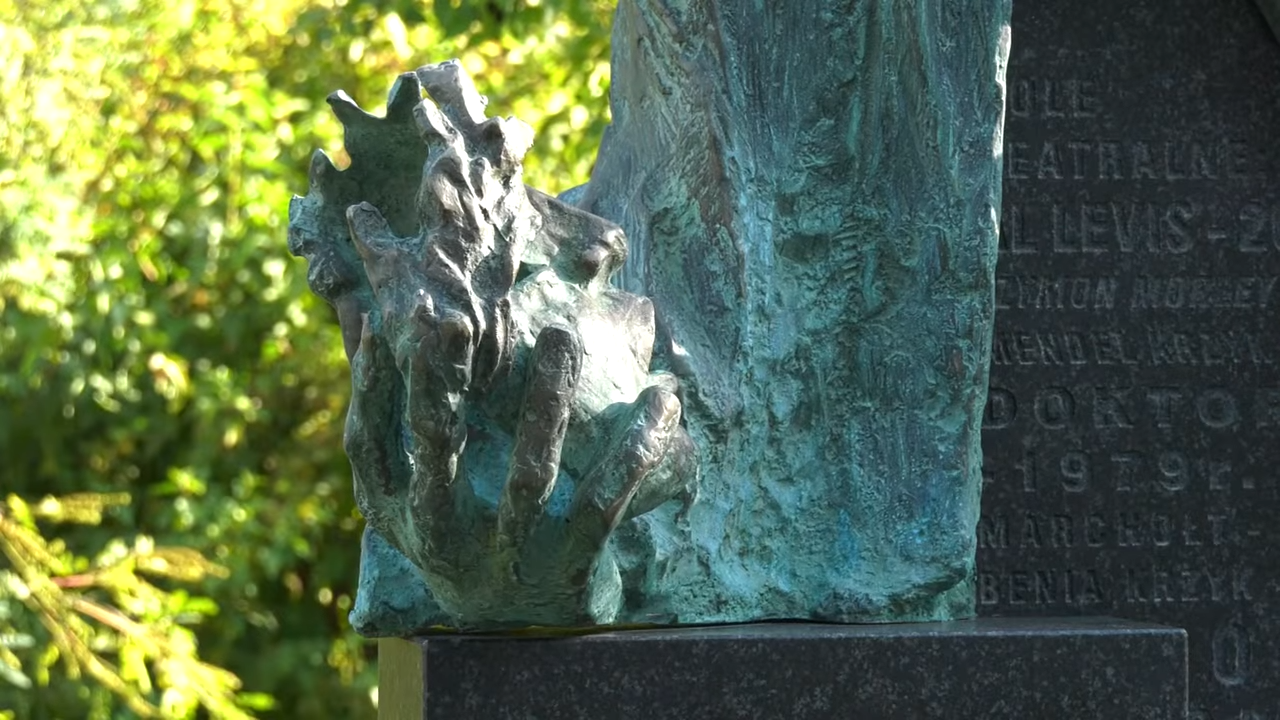
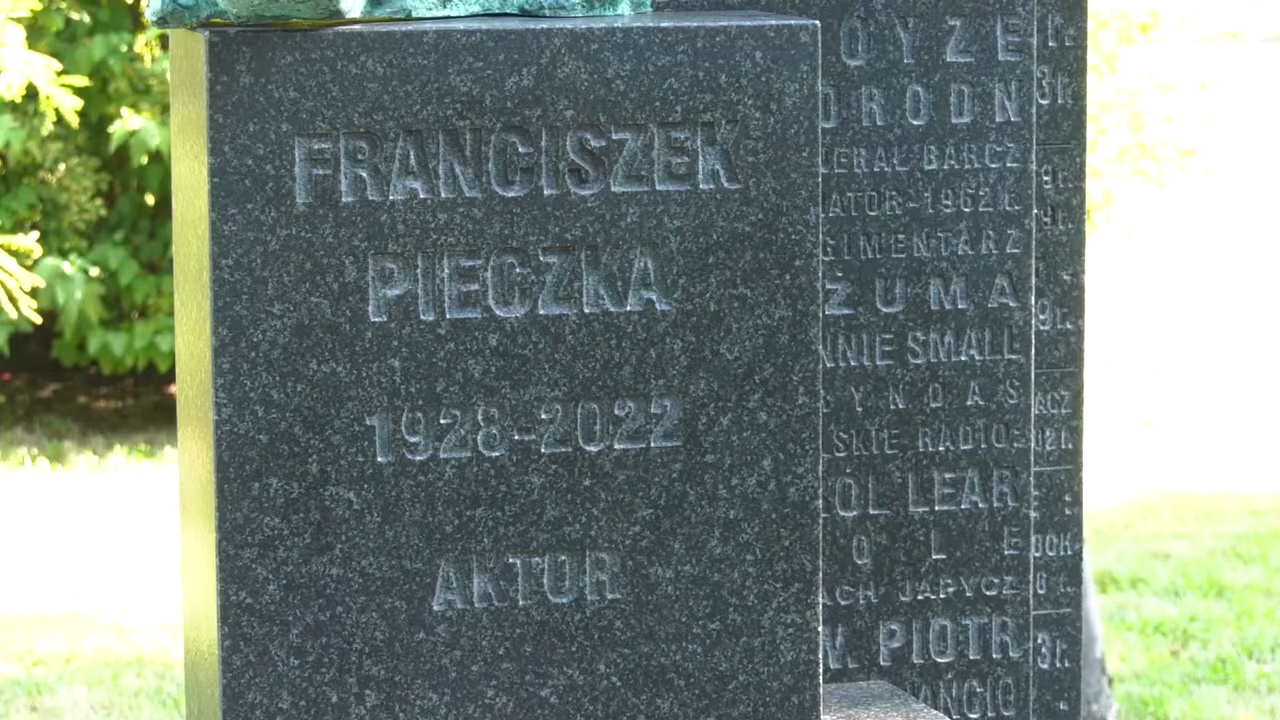
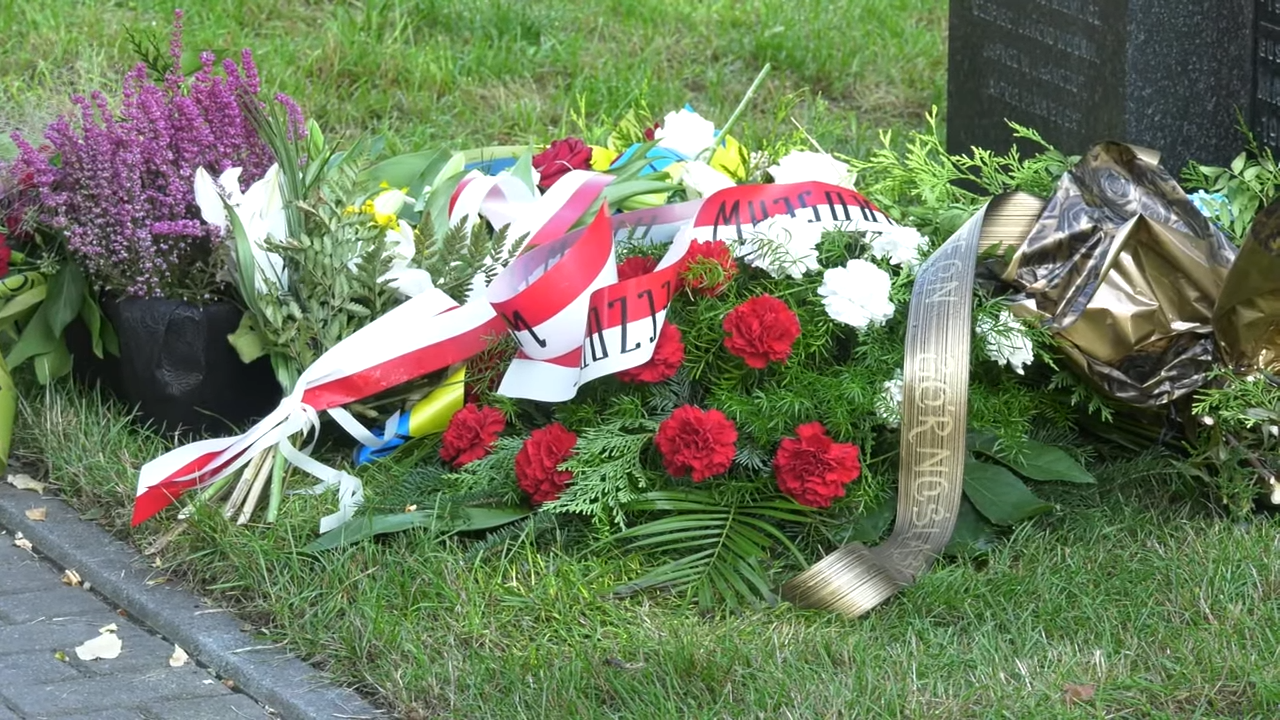

### Monument à Godów
En février 2024, un monument à son honneur est construit près de l'école portant son nom, dans sa ville natale, Godów,. Le monument consiste en un buste du grand acteur silésien, qui tient de sa main droite le masque de la muse du théâtre Melpomene. Une courte biographie de l'acteur et ses pièces les plus importantes sont inscrites sur le piédestal.
C'est la ville de Katowice qui a financé la conception et la maquette de la sculpture et qui a mis l'ensemble à la disposition de la municipalité de Godów. La sculpture originale se trouve dans la galerie d'art de la place Grunwaldzki. L'auteur de la sculpture est Bogumił Burzyński,.

### Plan d'un festival
En février 2024, lors d'une interview, le maire de la ville de Godów, Mariusz Adamczyk, annonce : « nous discutons avec la famille de l'acteur de l'organisation d'un festival portant son nom, mais les détails sont à venir ».

### Plan d'un parc
En février 2024, lors d'une interview, le maire de la ville de Godów, Mariusz Adamczyk, annonce : « nous prévoyons un parc Franciszek Pieczka avec une infrastructure spéciale (en collaboration avec la municipalité de Gorzyce, qui est fière, entre autres, du fondateur de la radiodiffusion, le comte Georg von Arco) ».